# Playing for Time
Playing for Time (bra: Amarga Sinfonia de Auschwitz) é um filme norte-americano de 1980, feito para a televisão, dirigido por Daniel Mann, com roteiro de Arthur Miller baseado no livro autobiográfico The Musicians of Auschwitz, de Fania Fénelon.

## Sinopse
Conta a história de prisioneiras do campo de concentração de Auschwitz que eram obrigadas a tocar canções alegres enquanto outros prisioneiros eram encaminhados para a execução.

## Elenco principal
- Vanessa Redgrave .... Fania Fénelon
- Jane Alexander .... Alma Rose
- Maud Adams .... Mala
- Christine Baranski .... Olga
- Robin Bartlett .... Etalina
- Marisa Berenson .... Elzvieta
- Verna Bloom .... Paulette
- Donna Haley .... Katrina
- Lenore Harris .... Charlotte
- Mady Kaplan .... Varya
- Will Lee .... Shmuel
- Anna Levine .... Michou
- Viveca Lindfors .... frau Schmidt
- Melanie Mayron .... Marianne
- Marcell Rosenblatt .... Giselle
- Max Wright .... Dr. Mengele
- Shirley Knight .... frau Lagerfuhrerin Maria Mandel
- Elaine Bromka .... Tchiakowska
- Faith Catlin .... Liesle
- Clarence Felder .... comandante Kramer
- Marta Heflin .... Esther
- Martha Schlamme .... mulher no trem